# Aeroporto Internacional Al Maktoum
O Al Maktoum International Airport (IATA: DWC, ICAO: OMDW) é um aeroporto internacional localizado em Jebel Ali (37 km a sudoeste) de Dubai nos Emirados Árabes Unidos. Foi inaugurado em 27 de Junho de 2010 para o transporte de carga e em outubro de 2013 iniciou suas operações a passageiros.Faz parte do projeto Dubai World Central. Foi construído em uma área de 35.000 hectares (140 km²). O aeroporto tem uma capacidade anual de 12 milhões de toneladas de carga e 160 milhões de passageiros por ano. 